# Passion and the Opera
Passion and the Opera (англ. Пристрасть та Опера) — цей сингл групи Nightwish на однойменну пісню з альбому Oceanborn був випущений як промо-диск, в обмеженій кількості.
На створення цієї пісні лідера групи і клавішника Туомаса Холопайнена надихнув фільм П'ятий елемент режисера Люка Бессона, а саме партія оперної співачки.
Пісню грали наживо в період з 1999 по 2001 роки, але Тар'я Турунен екс-вокалістка групи Nightwish виконує пісню наживо зі своєю групою.

## Список композиций
1. Passion and the Opera (single edit)
2. Sacrament of Wilderness

## Учасники запису
- Туомас Холопайнен — композитор, клавишні
- Емппу Вуорінен — гітара
- Юкка Невалайнен — ударні
- Тар'я Турунен — вокал
- Самі Вянскя — бас-гітара